# 埃亚峡湾乡
埃亚峡湾乡是冰岛东北区的市镇。市镇面积为1,775平方公里，人口数量为1,171人（2023年）。该市镇大部分位于内陆，其北部顶端与埃亚峡湾接壤。

## 历史
埃亚峡湾乡市镇成立于1991年1月1日，由三个市镇合并而成。